# Ненад Беговић
Ненад Беговић (Београд, 6. јануар 1980) српски је фудбалер. Играо је у Првој лиги Србије и Црне Горе, Другој лиги СР Југославије, Премијер лиги Казахстана, Русије, Азербејџана, Израела, Канадској фудбалској лиги, Првој лиги Србије, Индонезије и Француске.

## Kаријера

### Клубска каријера
Каријеру је започео у Београду, играјући у Првој лиги Србије и Црне Горе против Радничког Београда и Младеновца. Године 2005. прешао је у Сет 34, играјући у Другој лиги Француске. Следеће године играо је у Интерблоку и Баулмесу. Године 2007. прешао је у Каират, играјући у Премијер лиги Казахстана. Играо је за Ашдод и Симурк ПИК у Премијер лиги Азербејџана и Израела.
Године 2010. прешао је у Брентфорд Галакси, играјући у Канадској лиги. Године 2012. постао је капитен Лондон ситија. Године 2013. прелази у Земун, играјући у Првој лиги Србије. Године 2015. играо је за ПСМ Макасар у Првој лиги Индонезије.

### Репрезентативна каријера
Сезоне 2000—1. играо је за репрезентацију Србије до 21 године, под вођством тренера Николе Ракојевића.

## Тренерска каријера
Од 2012. године тренер је Лондон ситија, тима који је тада био на дну табеле.